# Benedikt Fernandez
Benedikt Fernandez (* 8. Januar 1985 in Bonn) ist ein ehemaliger deutscher Fußballspieler. Sein Vater ist Spanier aus Oviedo, seine Mutter stammt aus Bottrop.

## Karriere

### Jugend
Benedikt Fernandez war Torwart bei Bayer 04 Leverkusen, wo er, mit einem halben Jahr Unterbrechung, von 2000 bis 2011 spielte. Von Juli bis Dezember 2004 spielte er leihweise bei Renault Brühl. Bevor er 2000 erstmals zu Bayer kam, spielte er beim TUS Buisdorf und bei Tura Hennef. Er war deutscher A-Jugendvizemeister U-19, Deutscher A-Jugendvizepokalsieger U-19 und U-20-Länderpokalsieger 2005.

### Bayer Leverkusen
Sein Bundesliga-Debüt gab Fernandez am 10. Februar 2007, als Hans Jörg Butt im Spiel gegen Eintracht Frankfurt in der 30. Minute die Rote Karte sah. Auch in den kommenden beiden Spielzeiten kam er als Ersatz zum Einsatz, wenn die Nummer eins ausfiel. In der Saison 2009/10 war er jedoch selbst verletzt, als René Adler nicht spielen konnte, weshalb der fünf Jahre jüngere Fabian Giefer einspringen musste. In der folgenden Saison erhielt Giefer dann den Vorzug vor Fernandez, der als Torhüter Nummer drei vermehrt in der Regionalligamannschaft zum Einsatz kam.
Er absolvierte sechs Bundesligaspiele, fünf davon von Beginn an. Sein internationales Debüt feierte Fernandez im UEFA-Pokal-Spiel beim FC Zürich (5:0).
Am Ende der Saison 2010/11 verließ Fernandez Leverkusen. Im August 2011 absolvierte er ein Probetraining beim 1. FSV Mainz 05, wurde jedoch nicht verpflichtet, sodass er von da an vereinslos war.

### 1. FC Saarbrücken
Im Mai 2012 wurde Fernandez vom Drittligisten 1. FC Saarbrücken unter Vertrag genommen. Dort wurde sein Vertrag nach einer Saison mit 18 Punktspieleinsätzen nicht verlängert. An seiner Stelle verpflichteten die Saarländer Timo Ochs.

### Sportfreunde Lotte
Am 19. Juli 2013 schloss er sich dem Meister der Regionalliga West der Saison 2012/13, den Sportfreunden Lotte, an. Dort erhielt er einen Vertrag bis zum 30. Juni 2014. Mit den Sportfreunden stieg er 2016 in die 3. Liga auf. Im Sommer 2018 beendete er in Lotte seine aktive Karriere.

## Erfolge
Jugend
- A-Jugend-Vizemeister 2004
- A-Jugend-Vizepokalsieger 2004
- U-20-Länderpokalsieger 2005

Bayer 04 Leverkusen
- Deutscher Vizemeister 2010/11
- Vize-DFB-Pokal-Sieger 2008/09

Sportfreunde Lotte
- Aufstieg in die 3. Liga 2016

## Sonstiges
Fernandez studierte Volkswirtschaftslehre an der Universität zu Köln. 2011 machte er seinen Abschluss. Zu seinem Studium äußerte er sich folgendermaßen: „Aber im Moment hat Fußball natürlich absolute Priorität bei mir. Wegen des Trainings kann ich an den meisten Vorlesungen ohnehin nicht teilnehmen, deshalb informiere ich mich eben regelmäßig im Internet, damit es auch da vorangeht.“